# Ionski kristal
Ionski kristal je kristal, sestavljen iz ionov, ki ga veže elektrostatski privlak. Takšne kristale tvorijo na primer alkalijski halidi, vključno s kalijevim fluoridom, kalijevim kloridom, kalijevim bromidom, natrijevim fluoridom in druge kombinacije natrijevih, cezijevih, rubidijevih ali litijevih ionov s fluoridnimi, kloridnimi, bromidnimi ali jodidnimi ioni.
Natrijev klorid (NaCl) ima koordinacijo 6:6. Njegove lastnosti so odraz močne interakcije med ioni. V trdnem stanju je zelo slab, v talini pa dober prevodnik električnega toka. V talini elektrenino prenašajo gibljivi ioni.
Za ionske kristale je značilna močna absorbcija infrardečega sevanja in kristalne ravnine, po katerih se zlahka koljejo. Natančna razporeditev ionov kristalni rešetki je odvisna od velikosti ionov.